# Kchullesik
Kchullesik (v korejském originále 클래식; anglicky The Classic) je jihokorejský melodramatický film režiséra Kwak Jae-yonga. V hlavních rolích se představili Son Je-džin, Čo Sung-u a Čo In-song. 

## Obsah
Film paralelně vypráví milostné příběhy matky a dcery. Příběh matky je vyprávěn formou flashbacků. 
Film začíná v současnosti. Dcera Či-hje (Son Je-džin) uklízí svůj dům, když narazí na krabici plnou starých dopisů a deník, který podrobně popisuje příběh její matky Ču-hi, její první lásky Čun-ha (Čo Sung-u) a otce. Či-hje sama prožívá nešťastnou lásku ke spolužákovi Sang-minovi (Čo In-song), který je ve vztahu s její kamarádkou. 

## Obsazení
| Son Je-džin   | Či-hje / Ču-hi |
| Čo Sung-u     | Čun-ha         |
| Čo In-song    | Sang-min       |
| Lee Ki-woo    | Tae-soo        |
| Lee Soo-in    | Soo-kyeong     |
| Seo Young-hee | Na-hee         |
| Im Je-čin     | prodavačka     |

## Natáčení
Školní scény byly natočeny na několika univerzitách v Koreji. Scény z knihovny byly natočeny na Kyung Hee University.      